# Aeroportul Pau Pyrénées
Aeroportul Pau Pyrénées (IATA: PUF, ICAO: LFBP) este un aeroport din Uzein, Cantonul Lescar, Arondismentul Pau, Pyrénées-Atlantiques, Nouvelle-Aquitaine, Franța metropolitană, Franța ce deservește zona Pau. Aeroportul a fost tranzitat în 2022 de 368.053 de pasageri. A fost numit după zona deservită.
Situat la o altitudine de 188 m, aeroportul dispune de 1 pistă.

## Infrastructură

### Piste
Aeroportul dispune de o singură pistă. Pista 13/31 are suprafața de asfalt și dimensiunile 2.500 m × 45 m. 